# Parque nacional de Åsnen
El parque nacional de Åsnen ( Åsnens nationalpark ) es un parque nacional de Suecia. Se encuentra en los municipios de Alvesta y Tingsryd, condado de Kronoberg, e incluye partes de las reservas naturales de Bjurkärr, el pantano de Toftåsa y el archipiélago de Västra Åsnen, así como el área de protección del biotopo Trollberget junto con las aguas, islas y bosques circundantes. El parque nacional se formó el 14 de marzo de 2018 y fue inaugurado el 25 de mayo de 2018. 
El 75% de las 1 873 hadel parque son acuáticas y consisten principalmente en la parte occidental del lago Åsnen. La parte terrestre está formada por numerosas islas e islotes, así como por algunos bosques y humedales a orillas del lago. El paisaje es plano y alcanza los 25 m  sobre la superficie del lago en la isla Bergön.
Las aguas del lago abundan en peces, que a su vez atraen una rica avifauna, lo que justifica su clasificación como sitio Ramsar. Los bosques también son ricos, especialmente en Bjurkärr, donde tiene un carácter de bosque primario, con muchas especies de insectos, musgos y líquenes que dependen de estos bosques ancestrales y que se han vuelto raros en el resto del país.
El parque no tiene habitantes permanentes, pero no siempre fue así. En la isla de Bergön, se puede ver  una antigua granja que fue abandonada en el siglo XIX . A lo largo del lago también discurría una línea de ferrocarril, inaugurada en 1874, pero que no sobrevivió a la competencia del transporte por carretera y desapareció en la década de 1970.